# ليون تايلور (لاعب كرة قدم)
ليون تايلور (بالإنجليزية: Leon Taylor)‏ هو لاعب كرة قدم أمريكي في مركز الهجوم، ولد في 19 مايو 1993 في دالاس في الولايات المتحدة. لعب مع Tampa Bay Rowdies ‏.

## وصلات خارجية
- ليون تايلور (لاعب كرة قدم) على موقع قاعدة بيانات كرة القدم.إي يو (الإنجليزية)
- ليون تايلور (لاعب كرة قدم) على موقع Soccerway.com (الإنجليزية)